# Poble Democràtic
Poble Democràtic (POBLE) és un partit polític valencià nascut l'any 2013 que es defineix com un projecte polític de proximitat i proposa una estructura interna plenament horitzontal, sense cap jerarquia. La ideologia d'aquest partit és vista, tanmateix, per alguns sectors polítics i socials com un partit "blaver" més, ja que no reconeix la unitat lingüística amb el Català. Es va presentar a les Eleccions a les Corts Valencianes de 2015, obtenint 2.190 vots a la circumscripció de València, l'única on es va presentar, encapçalat per Agustí Zacarés i Romaguera. A les eleccions de 2019 es va presentar a les circumscripcions de València i Castelló, obtenint un total de 2861 vots (0,11%).